# Засулич, Михаил Иванович
Михаи́л Ива́нович Засу́лич (1843—1910) — русский военачальник, генерал от инфантерии (06.04.1906), участник русско-японской войны.

## Биография
Родился 24 декабря 1843 года. Окончил Александровский сиротский кадетский корпус и 2-е военное Константиновское училище, откуда 13 июня 1863 года был выпущен поручиком в Староингерманландский резервный пехотный полк (впоследствии 93-й пехотный Иркутский полк), а 30 августа того же года был переведён в лейб-гвардии Гренадерский полк подпоручиком. С 30.08.1866 — поручик, с 31.03.1868 — штабс-капитан, с 04.04.1876 — капитан.
Принимал участие в русско-турецкой войне 1877—1878 гг. За взятие малого редута у Горного Дубняка был награждён золотым оружием с надписью "За храбрость", а за овладение 17 ноября укреплённой позицией на Златицком перевале с отрядом из 7 рот и одной сотни казаков — орденом Святого Георгия 4-й степени. За переход через Балканы получил орден Св. Анны 3-й степени с мечами и бантом и орден Св. Станислава 2-й степени с мечами — за 3-дневный бой под Филиппополем. Произведён 16 апреля 1878 года в полковники.
С 4 марта 1887 года командовал 101-м пехотным Пермским полком. 30 мая 1894 года произведён в генерал-майоры и назначен командиром 1-й бригады 9-й пехотной дивизии, а с 30 ноября 1895 года — 1-й бригады 2-й гренадерской дивизии. 13 сентября 1899 года назначен комендантом Осовецкой крепости, а с 13 апреля 1900 — командующим 6-й пехотной дивизией. 1 января 1901 года произведён в генерал-лейтенанты.
Перед началом русско-японской войны М.И. Засулич получил 3 февраля 1903 года в командование 2-й Сибирский корпус, с которым и принял участие в войне. Назначенный начальником Восточного отряда Манчжурской армии, сосредоточенного у Фынхуанчена, он должен был оборонять реку Ялу. Здесь Засуличу пришлось держать первый бой с неприятелем, исход которого должен был иметь важные стратегические и моральные последствия для нашей армии, но неопределенность директив и сознание слабости сил, а также отдаленность их от главных сил армии вызвали в нём крайнюю растерянность, результатом которой было поражение его отряда под Тюренченом и беспорядочное отступление к Фынхуанчену. С той же крайней нерешительностью, вялостью и пассивностью он руководил действиями корпуса и в сражениях под Симученом, Ляояном, на Шахе и под Мукденом, стремясь не ввязываться в упорные бои и более всего помышляя об организованном отступлении. Всё это сделало его имя весьма непопулярным в армии. Однако он был награждён орденом Святой Анны 1-й степени с мечами (1904) и орденом Святого Владимира 2-й степени с мечами (1905). 6 апреля 1906 года Засулич был произведён в генералы от инфантерии и по болезни уволен от службы.
Умер 8 июня 1910 года.

## Награды
Российские:
- Золотое оружие с надписью "За храбрость" (1877)
- Орден Святого Георгия 4-й степени (7 апреля 1878)
- Орден Святой Анны 3-й степени с мечами и бантом (1878)
- Орден Святого Станислава 2-й степени с мечами (1878)
- Орден Святого Владимира 3-й степени (1890)
- Орден Святого Станислава 1-й степени (1897)
- Орден Святой Анны 1-й степени с мечами (26 ноября 1904)
- Орден Святого Владимира 2-й степени с мечами (26 марта 1905)

Иностранные:
- Румынский крест «За переход через Дунай» (1878)